# Peter Morio
Peter Morio (* 6. Februar 1887 in Ranschbach in der Pfalz; † 27. Januar 1960 in Landau in der Pfalz) war ein deutscher Agronom und Rebenzüchter.

## Leben
Während seines Studiums der Landwirtschaft an der Technischen Hochschule München wurde er Mitglied der Katholischen Deutschen Studentenverbindung Aenania im CV, der er bis zu seinem Tod angehörte. Von 1921 bis 1948 war er Lehrer an der Lehr- und Forschungsanstalt Neustadt an der Weinstraße.
Im Jahre 1926 gründete er die Außenstelle Rebenzüchtung der Bayerischen Landesanstalt für Wein-, Obst- und Gartenbau in Würzburg auf dem Geilweilerhof in Siebeldingen (heute Institut für Rebenzüchtung Geilweilerhof, seit 2008 Teil des Julius Kühn-Instituts). Er pflanzte 1926 die ersten Rebensämlinge. Von 1928 bis 1934 war er in Landau (Pfalz) auch Weinbau-Sachverständiger für den Bereich Oberhaardt (heute Südliche Weinstraße). 1952 trat Peter Morio in den Ruhestand.
Peter Morio war mit Katharina, geb. Schneider, verheiratet und hatte mit ihr drei Kinder, darunter Walter Morio, langjähriger Oberbürgermeister von Landau/Pfalz.

## Züchtungsarbeit
Am Anfang seiner Tätigkeit lag sein Hauptaugenmerk auf die Klonenauslese (zum Beispiel dem Riesling-Klon Nr. 90) und der Züchtung pilzresistenter Sorten durch interspezifische Kreuzungen (Europäer- mit Amerikaner-Reben). Ab dem Jahre 1937 legte er den Schwerpunkt auf die Kreuzung intraspezifischer Rebsorten (zwischen Spezies der Vitis vinifera) und kreierte bis zu seiner Pensionierung die vier Neuzüchtungen Bacchus, Domina, Optima und die nach ihm benannte Morio-Muskat.

## Ehrungen
Seine Geburtsgemeinde Ranschbach ernannte ihn zum Ehrenbürger und benannte eine Straße nach ihm.
Im Ehrenhain beim Weinlehrpfad in Schweigen-Rechtenbach ist er zusammen mit anderen berühmten Rebzüchtern auf einem Gedenkstein verewigt.

## Wirkung
Peter Morio lebt fort in seinen Züchtungen, die alle heute noch angebaut werden.
Der Verein „Förderer und Freunde des Instituts für Rebenzüchtung Geilweilerhof e.V.“ hat zu seinem 20-jährigen Bestehen 1993 den Peter-Morio-Preis ins Leben gerufen. Er wird seit 1994 im zweijährigen Rhythmus an Persönlichkeiten mit herausragenden Leistungen auf dem Gebiet der Rebenzüchtung verliehen. Die Preisträger sind:
- 1993 Wilhelm Waller IV (Bubenheim)
- 1994 Josef Csizmazia (Ungarn)
- 1996 Gerhardt Alleweldt (Landau)
- 1998 Ferdinand Regner (Österreich)
- 2000 Rudolf Eibach (Geilweilerhof)
- 2002 Attilio Scienza (Italien)
- 2004 Astrid Forneck (Stuttgart-Hohenheim)
- 2006 Alain Bouquet (Frankreich)
- 2008 Jörg Wolf (Bad Dürkheim-Ungstein) und Hermann Jäger (Ockenheim)
- 2010 Ludger Hausmann (Geilweilerhof)
- 2012 Gabriele di Gaspero (Udine, Italien)
- 2014 Erika Maul (Geilweilerhof)
- 2016 Edwin Schrank (Dackenheim, Ehrenpräsident Weinbauverband Pfalz)
- 2018 Eva Zyprian (Geilweilerhof)
- 2020 Leocir José Welter (Curitibanos, Brasilien)
- 2022 Jochen Bogs (Neustadt an der Weinstraße)